# Episodi di The Walking Dead (quinta stagione)
La quinta stagione della serie televisiva The Walking Dead, composta da sedici episodi, è stata trasmessa in prima visione negli Stati Uniti d'America dall'emittente AMC dal 12 ottobre 2014 al 29 marzo 2015.
In Italia la stagione è andata in onda in prima visione satellitare su Fox, canale a pagamento della piattaforma Sky, dal 13 ottobre 2014 al 30 marzo 2015, proposta il giorno seguente la messa in onda originale.
| nº | Titolo originale                  | Titolo italiano          | Prima TV USA     | Prima TV Italia  |
| -- | --------------------------------- | ------------------------ | ---------------- | ---------------- |
| 1  | No Sanctuary                      | Preda e cacciatore       | 12 ottobre 2014  | 13 ottobre 2014  |
| 2  | Strangers                         | Sconosciuti              | 19 ottobre 2014  | 20 ottobre 2014  |
| 3  | Four Walls and a Roof             | Un tetto e quattro mura  | 26 ottobre 2014  | 27 ottobre 2014  |
| 4  | Slabtown                          | Il prezzo della salvezza | 2 novembre 2014  | 3 novembre 2014  |
| 5  | Self Help                         | Sabotaggio               | 9 novembre 2014  | 10 novembre 2014 |
| 6  | Consumed                          | Consumati                | 16 novembre 2014 | 17 novembre 2014 |
| 7  | Crossed                           | Lo scambio               | 23 novembre 2014 | 24 novembre 2014 |
| 8  | Coda                              | Conclusione              | 30 novembre 2014 | 1º dicembre 2014 |
| 9  | What Happened and What's Going On | Non è finita             | 8 febbraio 2015  | 9 febbraio 2015  |
| 10 | Them                              | Loro                     | 15 febbraio 2015 | 16 febbraio 2015 |
| 11 | The Distance                      | La distanza              | 22 febbraio 2015 | 23 febbraio 2015 |
| 12 | Remember                          | Benvenuti                | 1º marzo 2015    | 2 marzo 2015     |
| 13 | Forget                            | Dimenticare              | 8 marzo 2015     | 9 marzo 2015     |
| 14 | Spend                             | Trascorrere              | 15 marzo 2015    | 16 marzo 2015    |
| 15 | Try                               | Provare                  | 22 marzo 2015    | 23 marzo 2015    |
| 16 | Conquer                           | Conquistare              | 29 marzo 2015    | 30 marzo 2015    |

## Preda e cacciatore
- Titolo originale: No Sanctuary
- Diretto da: Greg Nicotero
- Scritto da: Scott M. Gimple

### Trama
Glenn, Daryl, Rick e Bob vengono prelevati dal vagone e condotti in una sorta di mattatoio per essere uccisi e macellati, scoprendo che Terminus è composto da una comunità di cannibali. Insieme a loro ci sono altre persone, compreso Sam, un ragazzo conosciuto da Rick tempo prima, che viene colpito con una mazza alla testa e sgozzato senza pietà. Bob tenta di convincere Gareth a lasciarli andare raccontandogli di Eugene e di Washington, ma senza risultati. Un momento prima di essere uccisi, una grossa esplosione costringe i loro carnefici a ritardare l'esecuzione. Non molto tempo prima, Carol, Tyreese e la piccola Judith percorrono i binari quando si imbattono in una mandria di vaganti che viene attirata da una sparatoria in direzione di Terminus (scatenata da Rick e gli altri prima di essere deportati nel vagone A). Più avanti Carol e Tyreese sorprendono Martin, un ragazzo di Terminus che, comunicando con la base, fa capire ai due che hanno sequestrato il gruppo di Rick. Carol cattura il ragazzo, lasciandolo con Tyreese in una capanna, e dirigendosi poi a Terminus dove intanto è giunta la mandria di vaganti. Con un razzo pirotecnico fa esplodere una grande cisterna di gas, aprendo un varco nelle recinzioni e sfruttando l'invasione di vaganti per intrufolarsi. Al mattatoio, Rick approfitta della distrazione provocata dall'esplosione per liberarsi e uccidere i due uomini che li stanno sorvegliando, liberando poi Glenn, Daryl e Bob. Cercando di fuggire da Terminus il gruppo rimane scioccato quando trova una stanza piena di carne umana macellata, confermando che Gareth e i suoi uomini sono cannibali. Intanto, Carol entra a Terminus mimetizzata tra gli zombie, imbattendosi in Mary, madre di Gareth: la donna spiega che in origine era davvero un rifugio, ma dopo aver accolto uomini senza scrupoli che avevano violentato e torturato la popolazione, avevano deciso di cambiare radicalmente atteggiamento. Carol disgustata lascia Mary, ferita, in pasto ai vaganti. Tyreese, intanto, nonostante la sua ferma volontà nel volere preservare la sua umanità, è costretto a colpire, ripetutamente, Martin quando questi aveva minacciato la vita di Judith per liberarsi. Rick e gli altri, nel frattempo, liberano i loro compagni dal vagone e fuggono nel bosco, abbandonando Terminus invasa dagli zombie. Qui, recuperato il borsone con le armi nascosto in precedenza, il gruppo ritrova Carol, la quale li conduce alla capanna dove aveva lasciato Tyreese e Judith. La vista della figlia, ormai creduta morta, distoglie Rick dal proposito di vendetta. Il gruppo riunito si rimette in marcia mentre Rick modifica uno dei cartelli che indirizzano verso Terminus, segnalando il pericolo. In un flashback vengono mostrati Gareth, Alex e Mary rinchiusi nei container dal gruppo che aveva invaso Terminus, i quali giurano di riprendersi quel posto e di diventare loro i cacciatori anziché essere le prede. Nella scena dopo i titoli di coda, Morgan Jones viene visto percorrere i binari quando nota il cartello modificato da Rick e uno strano simbolo circolare inciso su un albero.
- Guest star: Andrew J. West (Gareth), Denise Crosby (Mary), Tate Ellington (Alex), Chris Coy (Martin), Robin Lord Taylor (Sam), Lennie James (Morgan Jones)[3].
- Altri interpreti: Justice Leak (macellaio di Terminus con il coltello), Adam Boyer (macellaio di Terminus con la mazza), Owen Harn (uomo impazzito), Anissa Matlock (donna di Terminus), Nelson Bonilla (guardia di Terminus).
- Ascolti USA: telespettatori 17.286.000 – rating 18-49 anni 8,7%[4]

## Sconosciuti
- Titolo originale: Strangers
- Diretto da: David Boyd
- Scritto da: Robert Kirkman

### Trama
Rick e Carol si riappacificano dopo gli eventi accaduti alla prigione. Il gruppo si imbatte in Gabriel, un sacerdote assalito da alcuni vaganti. Rick e gli altri lo salvano e, nonostante la diffidenza nei suoi confronti, decidono di seguirlo alla sua chiesa per rifugiarvisi prima di riprendere il viaggio. Il gruppo si divide per andare in cerca di provviste e munizioni: Rick, Michonne, Sasha, Bob e Gabriel si recano in un banco alimentare invaso dai vaganti e inondato da acqua fognaria. Gabriel sembra essere del tutto impotente davanti agli zombie, tanto da mettere in difficoltà gli altri: Bob viene afferrato da uno zombie e trascinato sott'acqua prima di essere prontamente salvato da Sasha. Tornati alla chiesa Carl mostra al padre dei segni alle finestre, come se qualcuno avesse tentato disperatamente di entrare, e delle scritte sui muri che auguravano a padre Gabriel di bruciare all'inferno per quello che aveva fatto. La notte Abraham tiene un discorso al gruppo sull'importanza di raggiungere Washington, trovando finalmente il parere favorevole di tutti i presenti. Carol riesce a mettere in moto un'automobile abbandonata quando viene raggiunta da Daryl. I due scorgono la stessa macchina con la croce bianca che aveva rapito Beth sfrecciare lungo la strada, lanciandosi immediatamente al suo inseguimento. Bob, da solo fuori, viene rapito da un piccolo gruppo di sopravvissuti di Terminus capitanato da Gareth. Quest'ultimo spiega a Bob il suo intento di vendicarsi per avere fatto loro perdere Terminus. Bob, ancora stordito, scopre infine che il gruppo gli ha amputato una gamba per la necessità di mangiare.
- Guest star: Andrew J. West (Gareth), Chris Coy (Martin).
- Altri interpreti: April Billingsley (Theresa), Chris Burns (Mike), Benjamin Papac (Albert), Travis Young (Greg).
- Ascolti USA: telespettatori 15.143.000 – rating 18-49 anni 7,7%[5]

## Un tetto e quattro mura
- Titolo originale: Four Walls and a Roof
- Diretto da: Jeffrey F. January
- Scritto da: Angela Kang e Corey Reed

### Trama
Finito il discorso di Gareth, Bob si mette a ridere mostrando di essere stato morso e dicendogli che in quel momento stavano mangiando carne infetta, spaventando i suoi aguzzini. Alla chiesa, intanto, gli altri si accorgono della mancanza di Bob, Daryl e Carol; Rick e Sasha affrontano Gabriel chiedendo spiegazioni, costringendolo a rivelare la sua storia: quando i suoi parrocchiani erano accorsi alla chiesa per chiedere riparo, egli aveva rifiutato di farli entrare, condannandoli a essere divorati dai vaganti. Bob, mutilato e morente, viene lasciato davanti alla parrocchia e mette Rick al corrente della situazione. Abraham decide di partire immediatamente per Washington e comincia a discutere animatamente con Rick che propone di rimandare la partenza per attendere il ritorno di Daryl e Carol. Glenn riesce a mediare tra i due con la promessa di partire con Maggie e Tara insieme a loro il giorno successivo. Rick e alcuni altri escono a caccia del gruppo di Gareth e quest'ultimo ne approfitta per entrare in chiesa per uccidere coloro che sono rimasti, tuttavia vengono sorpresi alle spalle da Rick e gli altri. Gareth, costretto alla resa, tenta di spiegare le proprie ragioni, ma Rick non mostra pietà e insieme ad Abraham, Michonne e Sasha uccide barbaramente i prigionieri davanti agli sguardi attoniti degli altri. Il giorno dopo il gruppo saluta Bob, mentre quest'ultimo insiste con Rick perché vadano a Washington insieme ad Abraham. Così spera si potrà riportare il mondo alla normalità per Judith e tutti gli altri innocenti che ancora lottano per sopravvivere. Bob muore poco dopo e viene seppellito in giardino. Come da accordi Abraham, Rosita, Eugene, Glenn, Maggie e Tara partono alla volta di Washington con la promessa di incontrarsi nuovamente alla capitale. La notte Michonne nota qualcuno aggirarsi dalle parti della chiesa: Daryl esce dal bosco e si rivolge alle sue spalle, chiedendo a qualcuno di farsi avanti.
- Guest star: Andrew J. West (Gareth), Chris Coy (Martin).
- Altri interpreti: April Billingsley (Theresa), Chris Burns (Mike), Benjamin Papac (Albert), Travis Young (Greg).
- Ascolti USA: telespettatori 13.801.000 – rating 18-49 anni 7,0%[6]

## Il prezzo della salvezza
- Titolo originale: Slabtown
- Diretto da: Michael E. Satrazemis
- Scritto da: Matthew Negrete e Channing Powell

### Trama
Beth si risveglia al Grady Memorial Hospital di Atlanta dove scopre esistere una comunità che basa tutto su quello che un individuo può fare di utile per essa. La ragazza conosce il dottor Steven Edwards e l'ex agente di polizia Dawn Lerner, la quale sembra essere la leader di quella piccola comunità. Dawn le spiega che è stata salvata da un gruppo di vaganti e curata, quindi dovrà lavorare per loro per saldare il debito. Gli agenti di polizia salvano infatti le persone in modo che, una volta guarite, lavorino per tenere in piedi la comunità. Tra di esse c'è Joan, una ragazza che aveva tentato disperatamente la fuga dall'ospedale, e Trevitt, un uomo gravemente ferito. Dopo essere stata manipolata dal dottor Edwards per uccidere Trevitt, Beth decide di fuggire dall'ospedale con Noah, un ragazzo che progetta di raggiungere i suoi parenti in Virginia. Mentre il ragazzo distrae i poliziotti Beth si intrufola nell'ufficio di Dawn per recuperare le chiavi del vano ascensore in modo da fuggire dallo scantinato; la ragazza viene sorpresa dall'agente Gorman, ma riesce a sopraffarlo grazie a Joan che, suicidatasi per sfuggire alle violenze dello stesso Gorman, si è nel frattempo trasformata in un vagante. Beth scappa con Noah, ma all'esterno dell'ospedale viene catturata dai poliziotti e solo il ragazzo riesce a fuggire. La ragazza capisce di essere stata manipolata dal dottor Edwards che intendeva eliminare Trevitt in quanto, essendo anche quest'ultimo un medico, il suo posto sarebbe stato messo in discussione. Beth, intenzionata a uccidere il dottor Edwards, si accorge che su una barella viene portata in ospedale Carol.
- Guest star: Christine Woods (Agente Dawn Lerner), Keisha Castle-Hughes (Joan), Tyler James Williams (Noah), Erik Jensen (Dr. Steven Edwards), Cullen Moss (Agente Gorman).
- Altri interpreti: Ricky Wayne (Agente O'Donnell), Teri Wyble (Agente Amanda Shepherd).
- Ascolti USA: telespettatori 14.518.000 – rating 18-49 anni 7,6%[7]

## Sabotaggio
- Titolo originale: Self Help
- Diretto da: Ernest Dickerson
- Scritto da: Heather Bellson e Seth Hoffman

### Trama
Il bus che trasporta il gruppo di Abraham ha un incidente, costringendoli a proseguire a piedi e a rifugiarsi per la notte in una libreria. Eugene rivela a Tara di avere sabotato l'autobus poiché avrebbe voluto tornare alla chiesa perché impaurito dalla possibilità di fallire nel suo tentativo una volta giunti a Washington. La mattina, Abraham riesce a rimettere in funzione un'autocisterna dei vigili del fuoco, ma il gruppo si ritrova ben presto davanti a una mandria sterminata di vaganti in lontananza. Abraham è risoluto nel voler proseguire, scatenando un'accessa discussione e zuffa. Nel caos che ne consegue Eugene rivela al gruppo di non essere un vero scienziato e di aver mentito sulla possibilità di salvare il mondo solo per farsi proteggere e raggiungere Washington, da lui ritenuta sicura. Abraham, in preda alla furia, colpisce rabbiosamente Eugene, ed è solo l'intervento di Rosita e Tara che gli impedisce di ucciderlo. Nel frattempo, in una serie di brevi flashback viene mostrato il passato di Abraham: abbandonato dalla moglie e dai figli, terrorizzati dalla brutalità con la quale lui uccideva chiunque avesse intenzione di far loro del male, li aveva poi trovati sbranati dai vaganti e, sul punto di suicidarsi, incontra uno spaventato Eugene inseguito dai vaganti che gli dice di dovere svolgere un'importante missione.
- Altri interpreti: Andrea Moore (Ellen Ford).
- Ascolti USA: telespettatori 13.534.000 – rating 18-49 anni 6,9%[8]

## Consumati
- Titolo originale: Consumed
- Diretto da: Seith Mann
- Scritto da: Matthew Negrete e Corey Reed

### Trama
Daryl e Carol seguono una macchina contrassegnata con delle croci bianche fino ad Atlanta. La loro auto finisce la benzina e i due sono costretti a passare la notte in un rifugio per donne, nei dintorni, dove Carol aveva soggiornato tempo prima. La mattina dopo si dirigono nel centro della città e salgono su un alto edificio per avere una migliore vista della città. Daryl vede un furgone con croci bianche su una sopraelevata, ma, dirigendosi verso il mezzo, vengono sorpresi da Noah che ruba loro le armi e scappa. Arrivati al furgone trovano un'etichetta su una barella che li porta a credere che il gruppo che stanno seguendo si trovi nel Grady Memorial Hospital. I vaganti circondano il furgone, intrappolando Daryl e Carol all'interno; i due decidono di fare cadere il furgone già in bilico dalla sopraelevata e si dirigono verso l'ospedale. Entrati in un edificio nelle vicinanze per studiare la zona i due ritrovano Noah attaccato da uno zombie e ne approfittano per recuperare le loro armi; dopo un momento di indecisione Daryl salva anche Noah, che rivela di conoscere Beth e si unisce a loro per salvarla. Mentre escono in strada Carol viene investita dai poliziotti dell'ospedale e caricata su una barella per essere portata via. Noah riesce a trattenere Daryl, assicurandogli che le salveranno la vita. I due recuperano quindi un camion e tornano verso la chiesa, per chiedere l'aiuto del resto del gruppo.
- Guest star: Tyler James Williams (Noah).
- Altri interpreti: Ricky Wayne (Agente O'Donnell).
- Ascolti USA: telespettatori 14.068.000 – rating 18-49 anni 7,3%[9]

## Lo scambio
- Titolo originale: Crossed
- Diretto da: Billy Gierhart
- Scritto da: Seth Hoffman

### Trama
Abraham entra in una sorta di stato catatonico dopo avere fatto svenire Eugene a pugni; mentre aspettano che quest'ultimo si riprenda Glenn, Rosita e Tara si recano a un torrente lì vicino per rifornirsi di acqua. Daryl e Noah raggiungono Rick e gli altri aggiornandoli sull'accaduto; mentre Carl, Michonne e padre Gabriel rimangono alla chiesa, gli altri raggiungono Atlanta ed escogitano un piano per salvare Beth e Carol: attirare fuori dall'edificio degli agenti e prenderli come ostaggi per fare uno scambio. Riescono a prendere tre ostaggi, ma parlando con loro Rick si rende conto che il piano dello scambio è rischioso perché Dawn detiene un potere molto instabile e alcuni agenti vogliono “destituirla”. All'ospedale, nel frattempo, Beth, grazie all'inaspettato aiuto di Dawn, si adopera per aiutare Carol, per cui è già stato deciso di non sprecare risorse. Intanto, alla chiesa, Gabriel solleva delle assi del pavimento e fugge di nascosto dall'edificio. Sasha, ancora scossa per la morte di Bob, comincia a parlare con uno degli ostaggi, anch'egli di nome Bob, ma egli la inganna facendole abbassare la guardia per stordirla e fuggire via.
- Guest star: Christine Woods (Agente Dawn Lerner), Tyler James Williams (Noah), Erik Jensen (Dr. Steven Edwards), Maximiliano Hernández (Sgt. Bob Lamson).
- Altri interpreti: Christopher Matthew Cook (Agente Licari), Marc Gowan (Percy), Ricky Wayne (Agente O'Donnell), Teri Wyble (Agente Amanda Shepherd).
- Ascolti USA: telespettatori 13.329.000 – rating 18-49 anni 7,0%[10]

## Conclusione
- Titolo originale: Coda
- Diretto da: Ernest Dickerson
- Scritto da: Angela Kang

### Trama
L'agente Lamson fugge a piedi, ma viene raggiunto con l'auto da Rick che, dopo avergli intimato di fermarsi, lo investe e poi lo uccide senza pietà. Intanto padre Gabriel raggiunge il luogo dove Bob era stato mutilato convincendosi delle motivazioni a uccidere di Rick e degli altri. Assalito da un'orda di zombie scappa fino alla chiesa: Michonne e Carl lo salvano, ma gli zombie invadono l'edificio e i tre sono costretti a uscire e rinchiuderli dentro. Quando i vaganti stanno per uscire il gruppo di Glenn e Maggie fa ritorno alla chiesa soccorrendoli e informandoli sull'accaduto. Michonne rivela che Beth è viva e tutti si dirigono verso Atlanta. Beth, nel frattempo, in ospedale instaura un rapporto conflittuale con Dawn da cui prima viene salvata, poi si ritrova ad aiutarla a uccidere l'agente O'Donnell, reo di volere rovesciare la leadership al Grady Memorial. Nel frattempo all'esterno Rick riesce a parlare con due poliziotti di ronda e a organizzare lo scambio. Ciò avviene senza intoppi, ma appena si conclude Dawn pretende di riavere Noah con sé: Beth, adirata, la aggredisce con una forbice nascosta, e la donna inavvertitamente le spara uccidendola. Daryl uccide a sua volta Dawn, ma uno scontro a fuoco è scongiurato dai restanti agenti che chiedono di non sparare. Il gruppo, uscendo dall'ospedale, viene raggiunto dai compagni che venivano dalla chiesa i quali, scoprendo della morte di Beth, si disperano, soprattutto Maggie. Dopo i titoli di coda viene mostrato Morgan Jones che, continuando a seguire le incisioni sugli alberi fatti da Gareth, raggiunge la chiesa di padre Gabriel dove trova la mappa in cui Abraham aveva scritto a Rick di dirigersi a Washington.
- Guest star: Christine Woods (Agente Dawn Lerner), Tyler James Williams (Noah), Erik Jensen (Dr. Steven Edwards), Maximiliano Hernández (Sgt. Bob Lamson), Lennie James (Morgan Jones)[3].
- Altri interpreti: Rico Ball (Agente Franco), Kyle Clements (Agente McGinley), Christopher Matthew Cook (Agente Licari), Marc Gowan (Percy), Ricky Wayne (Agente O'Donnell), Teri Wyble (Agente Amanda Shepherd).
- Ascolti USA: telespettatori 14.807.000 – rating 18-49 anni 7,6%[11]

## Non è finita
- Titolo originale: What Happened and What's Going On
- Diretto da: Greg Nicotero
- Scritto da: Scott M. Gimple

### Trama
Dopo il funerale di Beth, Rick, Tyreese, Glenn e Michonne si recano a Richmond in Virginia accompagnati da Noah, dove si trova la famiglia di quest'ultimo, per verificare la possibilità di stabilirsi lì. Arrivati in città, scoprono che è stata attaccata dai vaganti e che non è rimasto nessuno vivo. Rick, Glenn e Michonne perlustrano i dintorni in cerca di cose utili, mentre Tyreese, rimasto con Noah, segue quest'ultimo nella sua casa. Tyreese, distrattosi a guardare una foto, viene morso a un braccio da un vagante e Noah corre a chiedere aiuto. Intanto Michonne, dopo avere tentato di convincere Rick a stabilirsi ugualmente lì, riesce a persuaderlo a dirigersi a Washington. Allertati da Noah, i tre si precipitano a soccorrere Tyreese che nel frattempo continua ad avere allucinazioni di Martin, Bob, Lizzie, Mika, Beth e del Governatore; Michonne gli amputa il braccio per impedire il propagarsi dell'infezione, tuttavia Tyreese muore ugualmente per l'emorragia e il gruppo si ritrova a seppellire anche lui.
- Special guest star: David Morrissey (Philip Blake / Il Governatore), Lawrence Gilliard Jr. (Bob Stookey), Chris Coy (Martin), Brighton Sharbino (Lizzie Samuels), Kyla Kenedy (Mika Samuels).
- Guest star: Tyler James Williams (Noah).
- Ascolti USA: telespettatori 15.643.000 – rating 18-49 anni 8,0%[12]

## Loro
- Titolo originale: Them
- Diretto da: Heather Bellson
- Scritto da: Julius Ramsay

### Trama
Dopo la morte di Tyreese e Beth il gruppo, e in particolare Sasha, Maggie e Daryl, attraversa un momento di profondo dolore e sconforto, provati anche dalla mancanza di cibo e acqua, esauriti insieme alla benzina nel viaggio verso Washington. Sulla strada a un certo punto trovano alcune bottiglie d'acqua con un messaggio che indica che provengono da un amico. Il gruppo è naturalmente sospettoso e Abraham impedisce a Eugene di fare da cavia. Fortunatamente comincia a piovere, permettendo loro di raccogliere acqua, ma il temporale li costringe a ripararsi in un fienile trovato poco prima da Daryl. La sera Rick tiene un discorso sostenendo che qualunque cosa accada sopravvivranno, anche se al momento sono pari ai morti che camminano, ma Daryl gli fa presente che non sono come loro. La notte il fienile è attaccato da numerosi vaganti, ma ancora una volta la fortuna sorride loro perché gli zombie vengono travolti da un albero abbattuto dal temporale. La mattina dopo, Maggie e Sasha, uscite ad ammirare l'alba, sono avvicinate da un uomo di nome Aaron che dice di essere un amico e di volere parlare con il capogruppo Rick, annunciando di avere buone notizie.
- Guest star: Tyler James Williams (Noah), Ross Marquand (Aaron).
- Ascolti USA: telespettatori 12.267.000 – rating 18-49 anni 6,2%[13]

## La distanza
- Titolo originale: The Distance
- Diretto da: Larysa Kondracki
- Scritto da: Seth Hoffman

### Trama
Maggie e Sasha portano Aaron nel fienile dagli altri ed egli spiega di volerli accogliere nella comunità da cui proviene, sicura e ben protetta, poiché li ha osservati ed è convinto siano brave persone. Rick si dimostra molto sospettoso e fa legare l'uomo, ma la speranza di trovare un posto dove stare fa proporre a Michonne e ad altri di verificare quanto detto da Aaron riguardo a dei mezzi da trasporto lasciati poco distante. Recuperati i mezzi Rick decide di partire la notte seguente poiché Aaron non vuole dire dove si trovi esattamente la comunità. Sulla strada si imbattono in una mandria di vaganti e il gruppo si divide, ma un razzo di segnalazione sparato poco dopo fa riunire tutti vicino a una cisterna, dove trovano anche Eric, il compagno di Aaron, che ha sparato il razzo dopo essersi fratturato la caviglia. Aaron ringrazia gli altri di avere salvato Eric, suo fidanzato, e indica al gruppo la posizione della comunità di Alexandria. La mattina successiva, dopo che Rick ha nascosto un'arma nelle vicinanze, il gruppo giunge alle porte dell'accampamento.
- Guest star: Tyler James Williams (Noah), Ross Marquand (Aaron).
- Altri interpreti: Jordan Woods-Robinson (Eric).
- Ascolti USA: telespettatori 13.438.000 – rating 18-49 anni 6,9%[14]

## Benvenuti
- Titolo originale: Remember
- Diretto da: Greg Nicotero
- Scritto da: Channing Powell

### Trama
Il gruppo di Rick entra ad Alexandria e quest'ultimo si reca a parlare con Deanna Monroe, un ex membro del Congresso, ora a capo della comunità. La donna spiega che la città è ecosostenibile e l'unica cosa di cui necessita sono persone forti come il gruppo di Rick. Quest'ultimo, pur sempre diffidente, accetta di consegnare le armi e di far stabilire il gruppo lì per il momento. Mentre Daryl accetta di restare solo perché Carl e Judith abbiano un rifugio sicuro, Carol e Michonne si dimostrano più speranzose e vogliono rendersi utili alla comunità. Carl intanto cerca di ambientarsi e conosce Enid, una ragazza piuttosto schiva e taciturna che come loro viene da fuori, e la segue mentre esce di nascosto scavalcando la recinzione. Rick, uscito per guardarsi intorno, scopre che qualcuno ha preso la pistola che aveva nascosto prima di entrare ad Alexandria. Nel frattempo, Glenn, Tara e Noah, usciti in perlustrazione con due ragazzi della comunità che si occupano di rifornimenti, Nicholas e Aiden, scoprono che quest'ultimo è arrogante e presuntuoso e, per colpa del suo comportamento irresponsabile, Tara rischia di essere morsa da un vagante; rientrati ad Alexandria, Aiden li giudica inadatti al compito perché non hanno seguito i suoi ordini, dando poi inizio a una colluttazione fermata dal sopraggiunto Rick. Assistendo alla scena, Deanna chiede a Rick e Michonne di ricoprire il ruolo di poliziotti e ringrazia Glenn per aver dato una lezione a suo figlio Aiden. La sera, parlando a Carol e Daryl, Rick li rassicura che stare lì non li renderà deboli. Anzi, se si dovessero accorgere che la comunità non è in grado di affrontare la situazione, ne prenderanno il controllo.
- Guest star: Tovah Feldshuh (Deanna Monroe), Tyler James Williams (Noah), Alexandra Breckenridge (Jessie Anderson), Ross Marquand (Aaron), Daniel Bonjour (Aiden Monroe), Austin Abrams (Ron Anderson).
- Altri interpreti: Corey Brill (Pete Anderson), Major Dodson (Sam Anderson), Ann Mahoney (Olivia), Elijah Marcano (Mikey), Katelyn Nacon (Enid), Jordan Woods-Robinson (Eric), Michael Traynor (Nicholas).
- Ascolti USA: telespettatori 14.430.000 – rating 18-49 anni 7,5%[15]

## Dimenticare
- Titolo originale: Forget
- Diretto da: David Boyd
- Scritto da: Corey Reed

### Trama
Rick, Carol e Daryl si incontrano fuori dalla città per discutere un piano per prelevare di nascosto delle pistole nell'armeria di Alexandria e si imbattono in un vagante che ha marchiata sulla fronte la lettera W. Rick chiede poi a Deanna di incrementare la sicurezza e con sorpresa scopre che non c'è mai stata una vedetta; Sasha, che intanto fa molta fatica ad ambientarsi, chiede di avere quanti più turni di guardia possibile. Uscito per cacciare e mantenere vigile l'attenzione, Daryl si imbatte in Aaron; i due uniscono le loro forze per cercare di catturare un cavallo scappato e inselvatichito, ma l'animale finisce divorato dai vaganti. La sera i nuovi arrivati sono invitati a una festa organizzata a casa di Deanna. Daryl decide di non partecipare e finisce per cenare con Eric e Aaron; quest'ultimo ne approfitta per chiedergli di diventare un reclutatore al posto di Eric e gli offre di ricostruire una motocicletta con le parti che ha trovato nel garage. Carol approfitta della festa per intrufolarsi nell'armeria, ma viene sorpresa da un bambino di nome Sam: la donna spaventa quindi il bambino minacciandolo di una morte orrenda se dovesse parlare con altri di questo incontro. Il giorno dopo Rick, Carol e Daryl si incontrano all'esterno per dividersi le armi sottratte all'armeria, ma Daryl rifiuta considerando gli abitanti innocui. Gli altri due decidono invece di armarsi per ogni evenienza.
- Guest star: Tovah Feldshuh (Deanna Monroe), Tyler James Williams (Noah), Alexandra Breckenridge (Jessie Anderson), Ross Marquand (Aaron), Austin Nichols (Spencer Monroe), Jason Douglas (Tobin), Austin Abrams (Ron Anderson).
- Altri interpreti: Corey Brill (Pete Anderson), Steve Coulter (Reg Monroe), Major Dodson (Sam Anderson), Mandi Christine Kerr (Barbara), Ann Mahoney (Olivia), Elijah Marcano (Mikey), Tiffany Morgan (Erin), Maia Moss-Fife (Abitante di Alexandria), David Marshall Silverman (Kent), Susie Spear Purcell (Shelly Neudermyer), Jordan Woods-Robinson (Eric).
- Ascolti USA: telespettatori 14.534.000 – rating 18-49 anni 7,3%[16]

## Trascorrere
- Titolo originale: Spend
- Diretto da: Jennifer Lynch
- Scritto da: Matthew Negrete

### Trama
Daryl, con la moto riparata, si allontana dalla città con Aaron. Glenn, Tara, Eugene, Noah, Aiden e Nicholas escono per cercare dei pezzi di ricambio per il generatore. Nel frattempo Abraham con un altro gruppo si reca a recuperare materiale per espandere la recinzione; attaccati dai vaganti, solo grazie alla determinazione di Abraham nessuno rimane ucciso e il capo operaio, Tobin, decide di dimettersi chiedendo a Deanna di mettere Abraham al suo posto. Intanto, il gruppo di Glenn giunge a un magazzino abbandonato infestato da alcuni vaganti; sparando a un vagante Aiden fa esplodere inavvertitamente una granata rimanendo ferito. Mentre Eugene porta in salvo Tara, Glenn, Noah e Nicholas tentano di salvare Aiden ma invano. Abbandonato da Nicholas, poco prima di essere divorato dai vaganti, il ragazzo confessa a Glenn di avere causato con Nicholas la morte dei loro ex compagni dopo essersi fatti prendere dal panico. Tentando una maldestra fuga, Nicholas causa anche la morte di Noah. Glenn, furioso, stordisce Nicholas a pugni, riportandolo indietro con Eugene e Tara, ancora incosciente. Ad Alexandria, non accorgendosi di essere ascoltato da Maggie, padre Gabriel mette in allarme Deanna sostenendo che Rick e il suo gruppo sono satanici e pericolosi. Intanto Carol capisce dallo strano comportamento di Sam che il padre Pete picchia lui e la madre Jessie e lo confida a Rick, sapendo che, dopo averlo appreso, lui lo ucciderà per questo.
- Guest star: Tovah Feldshuh (Deanna Monroe), Tyler James Williams (Noah), Alexandra Breckenridge (Jessie Anderson), Daniel Bonjour (Aiden Monroe), Jason Douglas (Tobin).
- Altri interpreti: Corey Brill (Pete Anderson), Steve Coulter (Reg Monroe), Major Dodson (Sam Anderson), Ted Huckabee (Bruce), Dahlia Legault (Francine), Michael Traynor (Nicholas).
- Ascolti USA: telespettatori 13.781.000 – rating 18-49 anni 7,0%[17]

## Provare
- Titolo originale: Try
- Diretto da: Michael E. Satrazemis
- Scritto da: Angela Kang

### Trama
Nicholas, interrogato su quanto accaduto nel magazzino, mente per non risultare responsabile delle morti di Aiden e Noah. Glenn lo minaccia vietandogli di uscire da Alexandria per non provocare altri morti e per non rischiare la sua stessa vita. Rick intanto trova la conferma da Deanna della violenza familiare di Pete, ma la donna non intende intervenire in quanto, essendo Pete un chirurgo, ricopre un ruolo importante nella comunità. Mentre Carl e Enid cominciano a legare, Sasha non riesce ad ambientarsi ed esce per uccidere ogni vagante che incontra. Nel frattempo, Daryl e Aaron, fuori in esplorazione, seguono le tracce di un gruppo che si lascia dietro corpi smembrati e vaganti marchiati con la lettera W. Rick intanto convince Jessie a ribellarsi al marito; Pete li sorprende subito dopo e tra lui e Rick scoppia una violenta colluttazione che termina sotto gli occhi di tutti, fermata da Deanna. Rick, esasperato, minaccia tutti con una pistola sostenendo che le cose devono cambiare, ma Michonne lo tramortisce.
- Guest star: Tovah Feldshuh (Deanna Monroe), Alexandra Breckenridge (Jessie Anderson), Ross Marquand (Aaron), Austin Nichols (Spencer Monroe), Jason Douglas (Tobin), Austin Abrams (Ron Anderson).
- Altri interpreti: Corey Brill (Pete Anderson), Steve Coulter (Reg Monroe), Major Dodson (Sam Anderson), Katelyn Nacon (Enid), Michael Traynor (Nicholas).
- Ascolti USA: telespettatori 13.757.000 – rating 18-49 anni 7,0%[18]

## Conquistare
- Titolo originale: Conquer
- Diretto da: Greg Nicotero
- Scritto da: Scott M. Gimple e Seth Hoffman

### Trama
Morgan è accampato nel bosco quando viene avvicinato da un uomo armato con una W sulla fronte che, egli spiega, simboleggia la sua banda, i "Wolves" (Lupi). L'uomo cerca di sopraffarlo con un compagno nascosto, ma Morgan riesce a tramortirli. Rick si risveglia il giorno dopo e Michonne lo informa che Jessie e Pete sono stati separati e che Deanna ha indetto una riunione per discutere dell'accaduto. Nel caso in cui le cose si dovessero mettere male, per esempio con un'espulsione del nuovo sceriffo, Rick espone a Michonne, Carol, Glenn e Abraham un piano per prendere il controllo della comunità. Aaron e Daryl, nel frattempo, individuano un uomo con un impermeabile rosso e decidono di seguirlo per valutarne le potenzialità, perdendone però le tracce. I due giungono a un magazzino alimentare e cercano di fare provviste, ma cadono in una trappola e, accerchiati dai vaganti, sono costretti a rifugiarsi in un'auto abbandonata. Senza vie di uscita vengono tratti in salvo da Morgan, il quale poi chiede indicazioni mostrando la mappa per la strada verso Washington appartenuta a Rick. Mentre Abraham e Eugene si riappacificano, Glenn nota Nicholas uscire di nascosto e lo segue, ma quest'ultimo lo attira lontano per cercare di ucciderlo nel bosco. Dopo una feroce lotta, Glenn riesce a prevalere, ma decide di risparmiare nuovamente il suo avversario e lo riporta in città. Gabriel, oppresso dai sensi di colpa e intenzionato a morire, esce da Alexandria ma non trova il coraggio di farsi uccidere dai vaganti; tornato in città, lascia il cancello aperto. Rick confessa a Michonne di averla esclusa dal piano ordito da lui, Daryl e Carol nel prendere le armi sottochiave perché aveva paura che lei lo avrebbe fermato, ma la donna lo rassicura che è dalla sua parte. Mentre si reca alla riunione, Rick si accorge del cancello aperto e segue le tracce di alcuni vaganti entrati, per sbarazzarsi di loro. Sasha si reca da padre Gabriel per cercare conforto, ma egli la provoca per farsi uccidere, evento scongiurato dall'arrivo di Maggie. Alla riunione, intanto, durante il dibattito Rick arriva portando con sé uno dei vaganti abbattuti, denuncia l'assenza di vigilanza e mostra le prove tangibili del pericolo che corre la comunità se non cambia atteggiamento. Nel frattempo, nel piazzale con i camion di spedizione da cui sono fuggiti Daryl e Aaron, viene ucciso dai Wolves incontrati da Morgan l'uomo con l'impermeabile rosso. Mentre innescano di nuovo la trappola, i Lupi trovano alcune foto di Alexandria perse da Aaron. Mentre Tara riprende conoscenza, Pete arriva alla riunione armato della spada di Michonne e inveisce contro Rick. Il marito di Deanna tenta di calmarlo, ma viene mortalmente ferito; sconvolta, Deanna ordina a Rick di uccidere Pete. Subito dopo giungono anche Daryl, Aaron e Morgan.
- Guest star: Tovah Feldshuh (Deanna Monroe), Lennie James (Morgan Jones), Alexandra Breckenridge (Jessie Anderson), Ross Marquand (Aaron), Austin Nichols (Spencer Monroe), Steve Coulter (Reg Monroe), Benedict Samuel (Capo dei Lupi), Jason Douglas (Tobin).
- Altri interpreti: Jesse Boyd (Lupo biondo), Corey Brill (Pete Anderson), Jason Alexander Davis (uomo con il poncho rosso), Ted Huckabee (Bruce), Dahlia Legault (Francine), Mandi Christine Kerr (Barbara), Tiffany Morgan (Erin), Jordan Woods-Robinson (Eric), David Marshall Silverman (Kent), Michael Traynor (Nicholas).
- Nota: L'episodio ha una durata di 64 minuti, ventidue in più rispetto a un episodio regolare.
- Ascolti USA: telespettatori 15.784.000 – rating 18-49 anni 8,2%[19]